# Беренштейн, Владимир Борисович
Владимир Борисович Беренштейн (7 ноября 1927 — 1993) — советский кинорежиссёр и сценарист. Заслуженный деятель искусств РСФСР (1991).

## Биография
Владимир Беренштейн родился 7 ноября 1927 года в Каменце-Подольском (Украинская ССР). В 1950 году закончил экономический факультет ВГИКа, а в 1965 году — режиссёрский факультет (мастерская Якова Сегеля).
С 1949 года работал администратором Московской студии кинохроники, с 1950 года — директор фильмов. Участвовал в создании таких картин как  «Олеко Дундич» (1958) и «Майские звезды» (1959). В 1960 году стал режиссёром киностудии имени М. Горького. Являлся соавтором сценариев своих фильмов.
Похоронен на Малаховском кладбище Люберецкого района Московской области.

## Награды
- Заслуженный деятель искусств РСФСР (17.06.1991).

## Фильмография
| Год  |                                                             |                             |
| ---- | ----------------------------------------------------------- | --------------------------- |
| 1953 | Васса Железнова (фильм)                                     | Директор                    |
| 1953 | Чук и Гек (фильм)                                           | Директор                    |
| 1954 | Об этом забывать нельзя (фильм)                             | Директор                    |
| 1955 | Солдат Иван Бровкин                                         | Директор                    |
| 1956 | Разные судьбы (фильм)                                       | Директор                    |
| 1958 | Олеко Дундич (фильм)                                        | Директор                    |
| 1959 | Майские звезды (фильм)                                      | Директор                    |
| 1961 | Две жизни (фильм, 1961)                                     | Директор                    |
| 1964 | Верьте мне, люди (фильм)                                    | Режиссёр                    |
| 1968 | Нейтральные воды (фильм)                                    | Сценарист, режиссёр         |
| 1972 | Ура! У нас каникулы! / Hurra, wir haben Ferien! (СССР, ГДР) | Сценарист, режиссёр         |
| 1988 | Антон Иванович сердится (фильм)                             | Восстановил фильм 1940 года |